# دوري جزر المالديف لكرة القدم 2010
دوري جزر المالديف لكرة القدم 2010 هو موسم من دوري جزر المالديف لكرة القدم ‏. فاز فيه نادي في بي.